# دانيال (غرمي)
دانيال (بالإنجليزية: Danial, Ardabil)‏ هي منطقة سكنية تقع في قسم انغوت الغربي الريفي في إيران. يقدر عدد سكانها بـ 193 نسمة .